# Sass
Sass (Syntactically Awesome Stylesheets) és un metallenguatge de nivell superior a Cascading Style Sheets (CSS) que s'utilitza per a descriure l'estil d'un document de forma neta i estructurada, amb més poder que CSS. Sass proporciona senzillesa, sintaxi més elegant i implementa diverses característiques que són útils per crear fulls d'estil manejables. Sass és una extensió de CSS3, que afegeix regles niades, variable (matemàtiques), mixins, l'herència de selecció, i molt més. És compilat al bon format estàndard CSS usant l'eina de línia d'ordres o un (entorn de treball-web).
Sass va ser creat originalment per Hampton Catlin. Chris Eppstein es va unir a l'equip a finals de 2008. Ell i Natalie Weizenbaum han dissenyat Sass des de la versió 2.2. Eppstein és el creador de Compass, el primer entorn de treball-web basat en Sass. Eppstein viu a San José (Califòrnia) amb la seva esposa i filla. És l'arquitecte que ha programat Caring.com, un lloc web dedicat als trenta-quatre milions de persones que tenen cura de persones: parentela malalta o amb disminució, o gent gran. Natalie Weizenbaum és la dissenyadora principal de Sass, i n'ha estat el principal promotor des dels seus inicis.

## Exemples

### Variables
```
/* SASS */

$
blue
:
 
#
3bbfce

$
margin
:
 
16px

.
content-navigation

 
border-color
:
 
$
blue

 
color
:
 
darken
($
blue
,
 
9
%)

.
border

 
padding
:
 
$
margin
 
/
 
2

 
margin
:
 
$
margin
 
/
 
2

 
border-color
:
 
$
blue

/* CSS COMPILAT */

.
content-navigation
 
{

 
border-color
:
 
#3bbfce
;

 
color
:
 
#2b9eab
;

}

.
border
 
{

 
padding
:
 
8
px
;

 
margin
:
 
8
px
;

 
border-color
:
 
#3bbfce
;

}

```

### Nesting
```
/* SASS */

table
.
hl

 
margin
:
 
2em
 
0

 
td
.
ln

 
text-align
:
 
right

li

 
font
:

 
family
:
 
serif

 
weight
:
 
bold

 
size
:
 
1
.
2em

/* CSS COMPILAT */

table
.
hl
 
{

 
margin
:
 
2
em
 
0
;

}

table
.
hl
 
td
.
ln
 
{

 
text-align
:
 
right
;

}

li
 
{

 
font-family
:
 
serif
;

 
font-weight
:
 
bold
;

 
font-size
:
 
1.2
em
;

}

```

### Mixins
```
/* SASS */

@
mixin
 
table-base

 
th

 
text-align
:
 
center

 
font-weight
:
 
bold

 
td
,
 
th

 
padding
:
 
2px

@
mixin
 
left
($
dist
)

 
float
:
 
left

 
margin-left
:
 
$
dist

#
data

 
@
include
 
left
(
10px
)

 
@
include
 
table-base

/* CSS COMPILAT */

#
data
 
{

 
float
:
 
left
;

 
margin-left
:
 
10px
;

}

#
data
 
th
 
{

 
text-align
:
 
center
;

 
font-weight
:
 
bold
;

}

#
data
 
td
,
 
#
data
 
th
 
{

 
padding
:
 
2px
;

}

```

### Selector Inheritance
```
/* SASS */

.
error

 
border
:
 
1px
 
#
f00

 
background
:
 
#
fdd

.
error
.
intrusion

 
font-size
:
 
1
.
3em

 
font-weight
:
 
bold

.
badError

 
@
extend
 
.
error

 
border-width
:
 
3px

/* CSS COMPILAT */

.
error
,
 
.
badError
 
{

 
border
:
 
1px
 
#
f00
;

 
background
:
 
#
fdd
;

}

.
error
.
intrusion
,

.
badError
.
intrusion
 
{

 
font-size
:
 
1.3
em
;

 
font-weight
:
 
bold
;

}

.
badError
 
{

 
border-width
:
 
3
px
;

}

```

## Instal·lació
Sass s'inclou amb Haml, així que per aconseguir treballar amb Sass és necessari tenir Haml instal·lat. Tingueu en compte que Sass està escrit en Ruby, pel que també és necessari tenir instal·lat Ruby. Si utilitzeu Mac OS X, ja hi és. Els usuaris de Windows poden obtenir l'instal·lable a través de la RubyInstaller per a Windows. Els usuaris de Linux poden instal·lar Ruby amb el seu gestor de paquets.